# Resolució 1564 del Consell de Seguretat de les Nacions Unides
La Resolució 1564 del Consell de Seguretat de les Nacions Unides fou adoptada el 18 de setembre de 2004. Després de recordar les resolucions 1502 (2003), 1547 (2004) i 1556 (2004) el Consell va amenaçar amb la imposició de sancions contra el Sudan si no complia les seves obligacions al Darfur i es va establir una investigació internacional per investigar les violacions dels drets humans a la regió.
La resolució, patrocinada per Alemanya, Romania, el Regne Unit i els Estats Units, va ser aprovada per 11 vots a favor i cap en contra i quatre abstencions d'Algèria, Xina, Pakistan i Rússia. Els països que van abstenir van expressar reserves sobre l'amenaça de sancions internacionals. Era la primera vegada que una resolució del Consell de Seguretat havia invocat la Convenció sobre la Prevenció i la Sanció del Delicte de Genocidi establint la investigació internacional.

## Resolució

### Observacions
Acollint amb beneplàcit els avenços realitzats cap a l'accés humanitari, el Consell de Seguretat va expressar la seva preocupació perquè el govern del Sudan no hagués complert els seus compromisos en virtut de la resolució 1556. Va elogiar el compromís de la Unió Africana per abordar la situació en la regió de Darfur i l'aixecament de restriccions a la prestació de l'ajuda humanitària pel govern sudanès. Es va instar al govern i als rebels a permetre el lliurament sense restriccions del socors humanitari, incloent-hi les fronteres del Sudan amb Líbia i Txad.
El preàmbul de la resolució expressava la seva preocupació per la manca de progrés cap a la seguretat i la protecció dels civils, el desarmament i portar davant la justícia els responsables de violacions dels drets humans i el dret internacional humanitari. Va recordar la responsabilitat principal del govern sudanès de protegir els seus civils, respectar els drets humans i mantenir la llei i l'ordre. Al mateix temps, el Moviment de Justícia i Igualtat (JEM) i el Moviment d'Alliberament del Sudan/Exèrcit (SLM) també havien de respectar els drets humans.
Va subratllar que la resolució definitiva de la crisi a Darfur era el retorn dels refugiats i dels desplaçats interns, i el Consell va expressar la seva voluntat d'acabar amb el sofriment de la població al Darfur.

### Actes
Actuant en virtut del Capítol VII de la Carta de les Nacions Unides, el Consell va declarar que el govern del Sudan no havia complert els seus compromisos, expressant preocupació pels assalts i atacs d'helicòpters de la milícia Janjaweed contra els pobles de Darfur. Va donar la benvinguda a la intenció de la Unió Africana de millorar la missió de supervisió de la Missió de la Unió Africana al Sudan i va instar a tots els estats membres a donar suport a aquests esforços. Es va demanar a totes les parts interessades que arribessin a una solució política sota els auspicis de la Unió Africana, amb el govern i el Moviment d'Alliberament Nacional del Sudan (SPLM) instaven a concloure un Acord de Pau Complet. En particular, el govern va haver d'acabar amb la impunitat a Darfur i portar a la justícia els responsables d'abusos generalitzats dels drets humans. Els noms dels detinguts per aquests abusos havien de ser presentats a la Unió Africana.
La resolució exigia que tots els grups armats i les forces rebels acabessin amb la violència a la regió del Darfur, mentre que es va demanar al govern que s'abstingués de realitzar vols militars a la regió d'acord amb l'acord d'alto el foc humanitari del 8 d'abril. Mentrestant, es va demanar al secretari general Kofi Annan que creés una comissió d'investigació internacional per investigar les violacions dels drets humans i el dret humanitari al Darfur, inclòs genocidi, per totes les parts i per identificar els autors. Es va demanar als països que proporcionessin generoses contribucions als esforços humanitaris en curs al Darfur i al Txad.
Finalment, el Consell va advertir que, en cas d'incompliment del requeriment pel govern sudanès de la resolució 1556 o de la resolució actual, s'imposarien noves mesures en virtut de l'article 41 de la Carta de les Nacions Unides, relatives a les restriccions contra el seu sector del petroli i de viatge de funcionaris del govern. El secretari general, en els seus informes sobre la situació, cal que informi sobre el progrés (o falta d'ell) pel govern de Sudan amb les demandes del Consell de Seguretat i en els esforços per arribar a un acord de pau.